# Биоценоза
Биоценоза (βίος живот и κοινός заједно, животна заједница) представља биолошки систем образован од популација различитих врста биљака, животиња, гљива и микроорганизама.
Као што јединке једне врсте не живе изоловано, већ у популацијама, тако и популације различитих врста на истом станишту не живе изоловано већ у заједницама. Између чланова биоценозе успоставља се читав сплет различитих односа. Састав популација различитих врста у животној заједници веома је специфичан. У стаништима у којима владају слични еколошки услови увек се појављује иста животна заједница (нпр. биоценоза једне баре, планинског врха, потока и др.).

## Особине биоценозе
Свака биоценоза се одликује одређеним групним особинама : 
- квалитативан и квантитативан састав,
- временске промене
- одређени односи исхране
- просторну организацију биоценозе
- временску организацију биоценозе.

### Квалитативан и квантитативан састав
Квалитативни састав биоценозе представља присуство и комбинацију заступљених врста. Тако се, нпр., живи свет камењара разликује по саставу од од оног у шуми. Животни услови у станишту (биотопу) условљавају одговарајућу бројност (квантитет) популација у биоценози. Популације које су у биоценози посебно бројне називају се доминантне. Оне дају печат заједници и најбоље су прилагођене датим условима станишта. У буковој шуми доминантна врста је буква, а у храстовој храст.

### Временске промене
У структури животних заједница временске промене могу бити:
- периодичне и
- сукцесивне.

Периодичне промене су оне које прате ритам дневно-ноћних и сезонских колебања услова у станишту. Периодичне промене се дешавају непрестано сваке сезоне и оне не ремете односе у биоценози. Зато се јавља периодизам у животним активностима организама: 
- већина биљака и животиња се размножава у исто годишње доба;
- неке животиње су активне ноћу, а друге дању;
- биљке врше фотосинтезу само дању итд.

Насупрот овако краткотрајним променама, у природи се дешавају корените промене и услова средине и биоценоза. Сукцесије (или вековне промене) су смењивање једне популације другом у оквиру једне биоценозе, као и смењивање читавих биоценоза на једном биотопу. 
У природним условима сукцесије се јављају:
- исушивањем бара, језера и мочвара,
- дизањем и спуштањем морске обале,
- променом речног тока итд.

### Односи исхране (трофичка структура)
Основни начин узајамног повезивања чланова једне животне заједнице представља метаболизам биоценозе. Он чини основу организације њеног живота, тј. њену трофичку структуру. Односи исхране чврсто повезују све врсте чланова биоценозе.
Аутотрофни чланови биоценоза су произвођачи органских материја, који непосредно или посредно служе као храна за потрошаче. Постоји више категорија потрошача : 
- биљоједи (који се хране непосредно биљкама),
- месоједи (посредни потрошачи јер се хране животињама) и
- различити сапрофити који се хране остацима угинулих организама.

Посебну групу сапрофита чине хетеротрофне бактерије и гљиве које разлажу остатке органских супстанци до неорганских састојака (врше минерализацију), враћајући их на тај начин у природу у облику који је употребљив за биљке. Од тих материја биљке, фотосинтезом, поново стварају органске материје богате енергијом. Сви сапрофити чине групу разлагача. 
Произвођачи, потрошачи и разлагачи представљају три основна нивоа исхране (трофичка нивоа) у природи кроз које материја кружи, а енергија једносмерно протиче од једног до другог нивоа. При томе се облик материје (органска у неорганску и обрнуто) и енергије мења (светлосна, хемијска, топлотна енергија). У току протицања енергија се делимично губи у виду топлоте (око 10% енергије се губи при преласку са једног на наредни трофички стадијум).
Органску материју коју производе зелене биљке фотосинтезом, користе читави низови потрошача. Заједно са произвођачем који се налази у основи низа, серија потрошача образује ланац исхране. Прва карика у ланцу је најчешће произвођач, али могу бити и органски отпаци. Последњу карику у ланцу чини потрошач који у животној заједници нема директних природних непријатеља.
Животиње потрошачи су обично истовремено чланови више ланаца исхране јер се ретко хране само једном врстом биљне или животињске хране. Исто тако, биљка произвођач скоро редовно представља почетну карику за већи број ланаца исхране. То значи да различити ланци исхране имају заједничке карике помоћу којих се међусобно укрштају и чине сплет ланаца исхране. 
Ланци исхране показују једну општу правилност: бројност (биомаса) појединих врста (карика у ланцу), опада у смеру од произвођача ка крајњем потрошачу.(Од овог правила одступају паразитски ланци исхране пошто сићушан паразит може да има много крупнијег домаћина.) Шума има велику биомасу (основа пирамиде) и у њој живи велики број биљних инсеката. Такође, бројни, али мање од претходних, су инсекти месоједи. У односу на њих, далеко је мање птица које се хране инсектима. Читава шума може бити станиште само једном пару птица грабљивица (врх пирамиде). Графички се то представља помоћу трофичких пирамида.